# Le Silence des armes
L'écrivain et romancier Bernard Clavel publie successivement au début des années 1970, Le Silence des armes puis deux autres ouvrages, Lettre à un képi blanc, réponse à ses détracteurs, et Le Massacre des innocents, fruit de son combat en faveur des enfants victimes de la guerre ou de mauvais traitements. Ils vont traduire son engagement dans sa lutte contre la violence, la haine et la guerre, lutte qu'il continuera à mener tout au long de sa vie.
Il va ainsi concrétiser dans le domaine de l'écriture son admiration pour des hommes comme Gandhi ou Romain Rolland qu'il citera à de nombreuses reprises et dont le nom revient souvent sous sa plume et ce combat qu'il va mener avec des hommes comme Edmond Kaiser le responsable de Terre des Hommes, le père Lelong, pour sauver les enfants martyrs ou menacés de famine, contre la peine de mort et avec son ami Louis Lecoin aux côtés des objecteurs de conscience, Louis Lecoin à propos de qui il a écrit : « Il portait le monde en son cœur et c’est en regardant au-dedans de lui qu’il en avait la vision la plus sensible, la plus chargée d’affection ».

## Introduction
Dans la période 1970-75, Bernard Clavel poursuit son évolution, lui qui avait tant admiré son oncle capitaine dans les bataillons d’Afrique, vers un pacifisme militant qui le mènera à combattre aux côtés des déshérités et à défendre les objecteurs de conscience.
Sur le plan de l'écriture, son engagement va se traduire par la publication de trois ouvrages : 
- Un roman, Le Silence des armes, dénonçant la guerre d’Algérie, la torture et la 'pacification' musclée, à travers la révolte de Jacques Fortier, un engagé qui refuse de retourner se battre en Algérie ;

- La publication de ce roman suscite une vive polémique et une réponse d’un caporal de la Légion étrangère, à laquelle Bernard Clavel répondra lui-même dans un livre intitulé Lettre à un képi blanc ;

- Sa rencontre à Lausanne avec le responsable de l’organisation humanitaire Terre des Hommes et leurs échanges épistolaires que Bernard Clavel transcrira dans un ouvrage intitulé Le Massacre des innocents.

Chacune de ces trois œuvres reprend comme en écho les thèmes qui y sont développés quand, par exemple dans Lettre à un képi blanc, il lance ce cri repris inlassablement dans Le massacre des innocents : « Mais en ce monde, trop d’enfants sont morts que des hommes ont volontairement privé de cette lumière ».
Ses romans les plus récents sont eux aussi pleins de cet engagement contre la guerre, de Brutus, un roman paru au début des années 2000, qui se passe à une époque où les Romains persécutaient les chrétiens dans tout l’empire, « Les Romains continuent de tuer, de piller et d’incendier […] Alors partout le sang coule, le sang des innocents", jusqu'à Les Grands Malheurs où il stigmatise le massacre des guerres mondiales du XXe siècle et dénonce l'arme nucléaire ».

## Le Silence des armes

### Présentation
De tous les romans que Bernard Clavel a écrits en dénonçant la violence et la guerre, celui-ci est le plus fort, ayant suscité le plus de réactions. Ses détracteurs ne s'y sont pas trompés qui l'ont attaqué avec véhémence, pugnacité à laquelle l'écrivain a répondu avec une grande sérénité dans sa Lettre à un képi blanc.[réf. souhaitée]

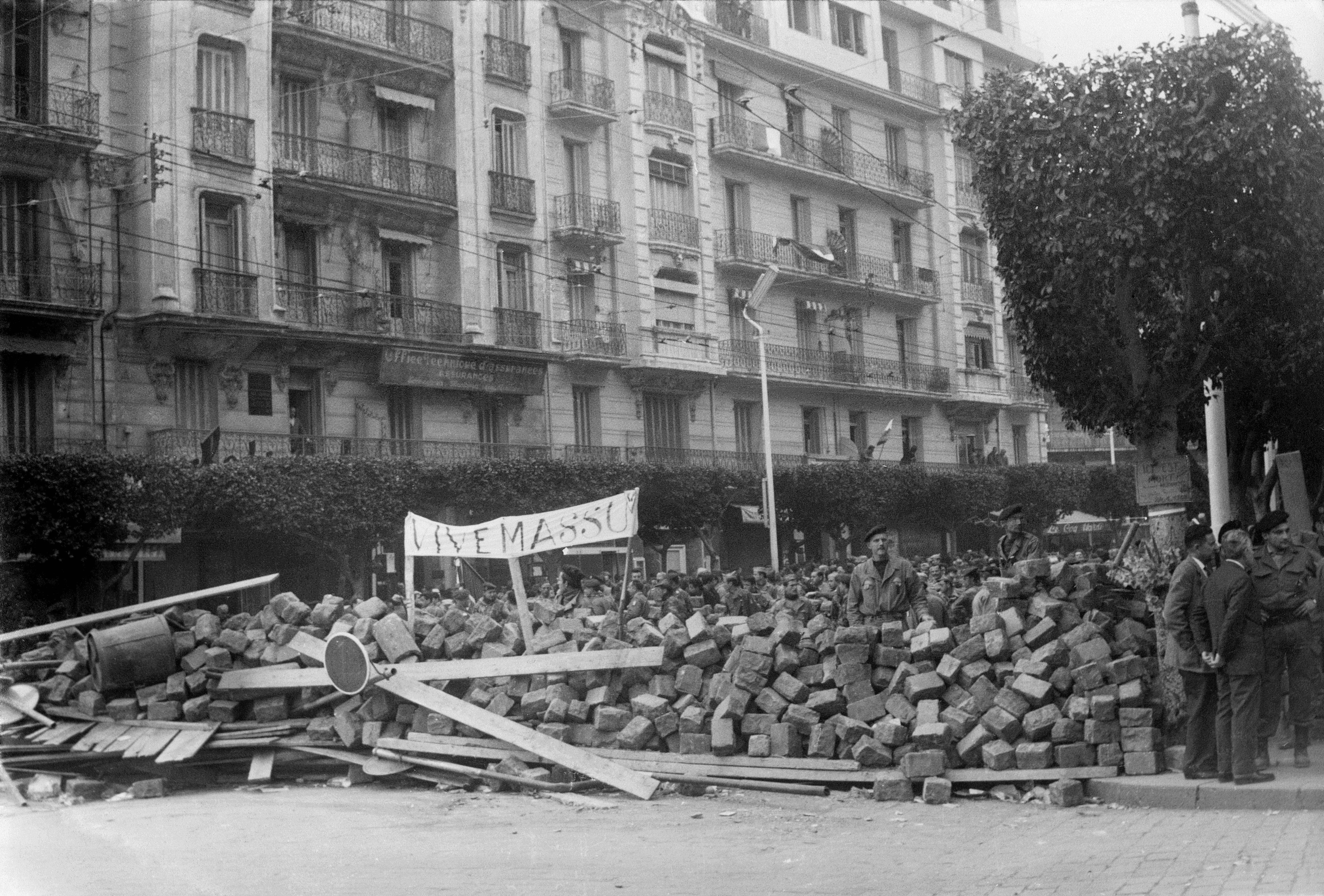
Guerre d'Algérie 1960

Ici s'affrontent deux conceptions, deux attitudes devant la vie : celle des 'va-t-en-guerre' à la Déroulède qui prônent la violence ou lui cèdent par faiblesse, celle de ceux qui refusent le recours à toute forme de violence, Romain Rolland et Jean Giono qu'il cite dans son livre ou son ami le pacifiste Louis Lecoin auquel il rend hommage et à qui il dédie son roman. 
La mémoire du caporal Jacques Fortier se fige dans les images insoutenables qui le submergent inopinément, quand « un commando... débusquant à coups de bottes et de crosses les habitants. » Son village jurassien lui rappelle « ces villages algériens dont il ne restait sous le soleil que quelques pans de murs noircis. Des ruines. Des ruines recouvrant parfois des cadavres de bêtes, d'hommes, des femmes ou d'enfants. » Las-bas, « un vent fou attisait les incendies, soufflant des villages entiers sur des enfants innocents. » Tous ces enfants dont il évoquera le calvaire dans Le Massacre des innocents.
Des images d'une sauvagerie telle que Jacques ne peut se pardonner son aveuglement.

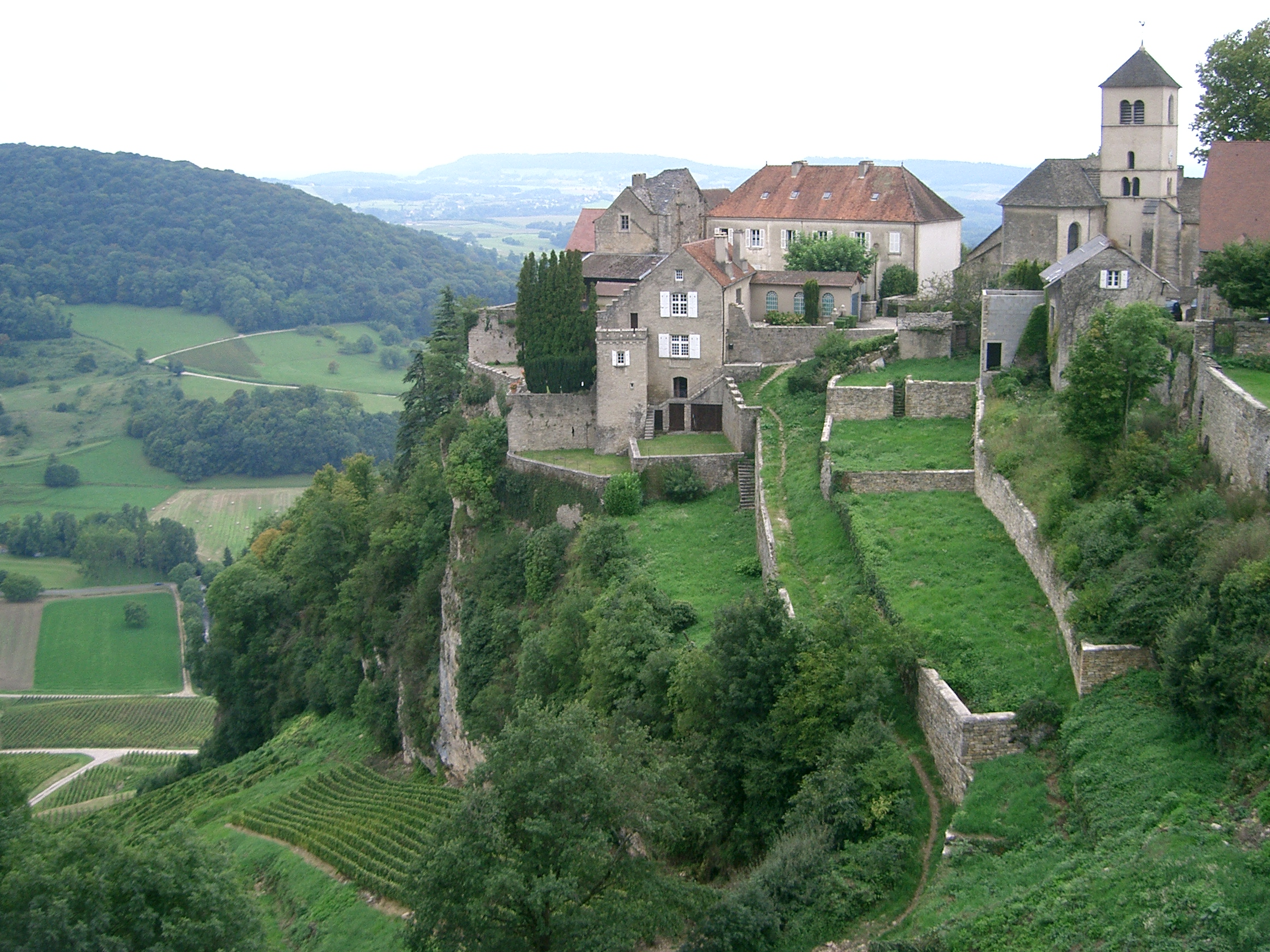
Château-Chalon : village où se situe le roman

Ce roman est traversé de lourds silences qui le parcourent, qui donnent toute leur ampleur au vent et à la pluie, à la fureur des éléments qui vaut bien celle des hommes. Au silence des armes répond d'autres silences qui marquent le temps dans ce village du Revermont jurassien près de Lons-le-Saunier, selon les saisons, « ici, c'était toujours le calme et le silence » quand « il y eut un long moment de ce silence tout vivant des mille cris de la terre et du village » avec des pauses troublantes quand « la reculée invisible grondait sourdement avec par intervalles, des silences oppressants. »
Densité du silence quand la voix de sa mère « résonne dans le silence de la cuisine » ou silence ténu, celui de « la respiration des choses endormies. » Jacques se souvenait que « la mémoire des vivants est une plaque sensible », des colères de son père qui voulait « imposer silence aux imbéciles », d'un silence si chargé de secrets.
En tout cas, « entre son orgueil et celui de son père, le silence s'était installé. »
Le silence s’oppose ainsi au fracas des armes dominé par cette question obsédante : « Était-il donc nécessaire que chaque génération connût sa guerre pour que les hommes en sentent l’absurdité ? »

### Contenu et résumé

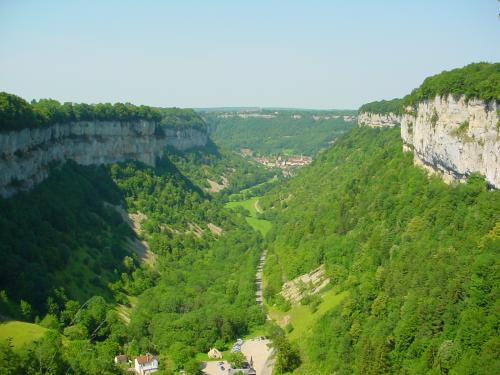
Reculée de Beaume

Après un séjour en Algérie et quelques séquelles de la guerre qui s’y déroule, le caporal Jacques Fortier revient chez lui, dans son Jura natal, pour passer quelques semaines de convalescence. C’est l’enfant prodigue qui revient, celui qui a laissé ses parents, sa terre, et pour cette raison dans le village, on lui en veut, peu semble avoir approuvé son engagement.
Maintenant, tout est à l’abandon, la maison et les vignes, sa mère est morte pendant qu’il était 'là-bas', il se retrouve seul, juste avec son ami Désiré Jaillet et sa femme Yvonne, avec cette maison qu’il a vendue mais dont il ne parvient pas à se détacher. Ce qui le porte, ici, dans le jardin qu’il essarte, arrache les ronciers qui le rongent, dans la maison qu’il aère, dans le souffle du vent qui s’engouffre dans la reculée de 'La Pionnerie', c’est le souvenir de ce père pour qui toute vie était sacrée, même celle d’un petit oiseau comme le traqueur rieur, ce père dont lui, le fils, s’est engagé dans l’armée.
En haut du village sur le plateau, « il retrouvait sa terre. Il en avait conscience… il se sentait fort et lucide comme il ne l’avait jamais été. Aujourd’hui, il était devenu un autre homme. » Jacques nettoyait les extérieurs avec rage et les paroles de son père résonnaient encore dans sa tête quand il disait à son valet : « Ne tue rien. C’est ce qui fait l’équilibre. La terre est vivante, laisse-la vivre, nom de Dieu ! » Mais parfois, surtout sur ces hauteurs, le vent se déchaîne, « à deux reprises, des courants ascendants creusèrent  une tranchée aux parois mouvantes… »
Après cette embellie, vint la douche froide, l’hébétude : le notaire avait tout vendu, la maison, les terres, les  militaires, les morts de la guerre d’Algérie, tous le pourchassaient sur le plateau balayé par une pluie tenace. En Algérie, il a eu peur, constamment, « peur de la nuit, du grand soleil, peur en convoi, peur en patrouille […] Et ce matin… il se sent soudain libéré de sa peur. De toutes les peurs. »

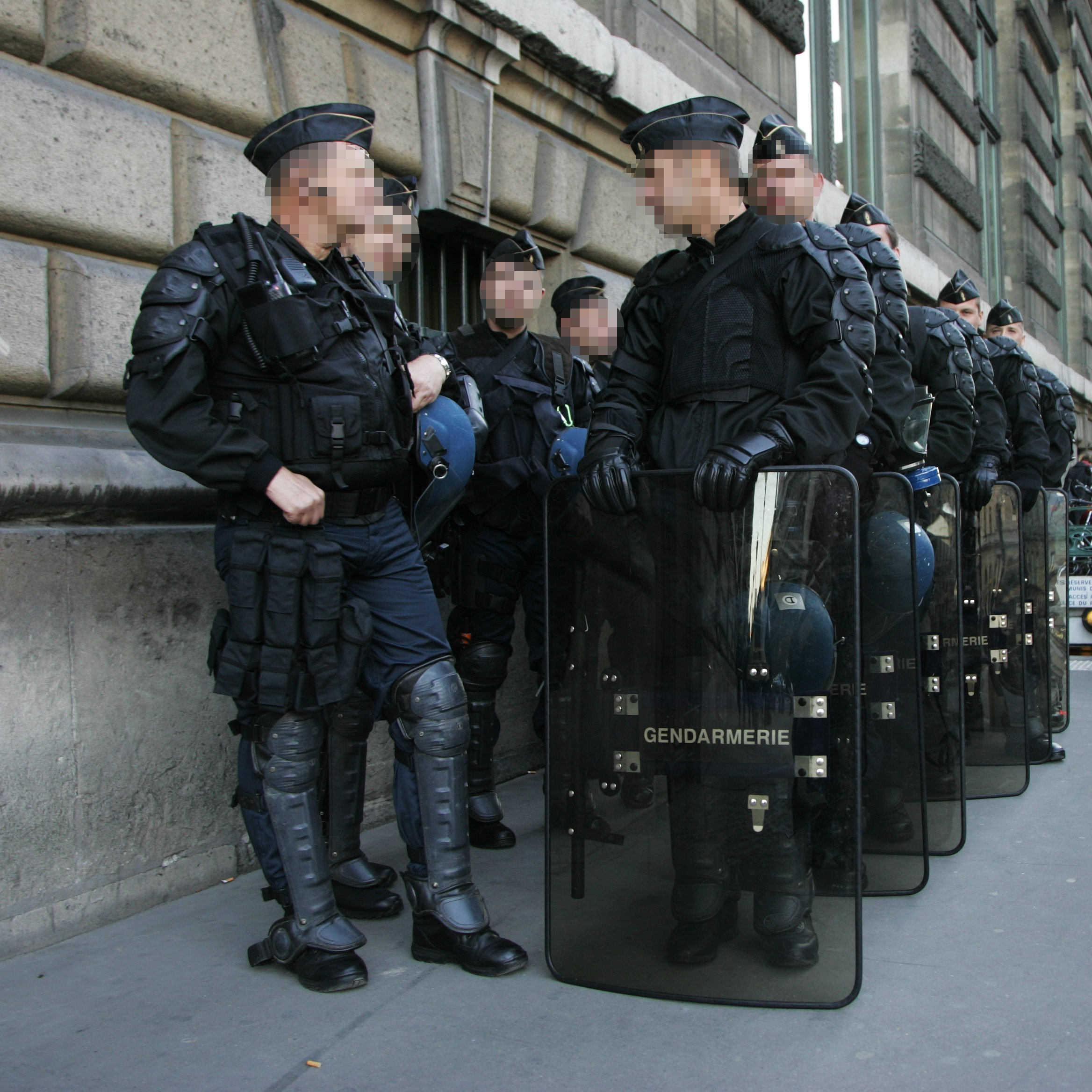
Gendarmes

Il s’est barricadé chez lui, avec ce 'chien rouge' qui le suit partout, décidé à rester là, à ne plus faire la guerre, tour à tour apaisé par les paroles du curé et de plus en plus énervé par les détonations des tirs au pigeon d’argile qui s’élèvent jusque chez lui. Dans l’après-midi, n’y tenant plus, il ressort les armes de son oncle Émile, le militaire de la coloniale, et tire sur les tireurs qui, pris de panique, s’enfuient dans la campagne. Maintenant, Jacques est seul dans sa maison, barricadé avec ses armes, assiégé par des gendarmes. Il n’a aucune revendication à formuler, rien qu’un immense cri de haine contre la violence et la guerre, l’immense poids à porter de ce passé qui l’étreint. Ils sont tous là à le guetter avec leurs armes mais il le sait, il ira jusqu’au bout. Dans l’esprit de Jacques, tout se mêle, les gendarmes qui le poursuivent et lui tirent dessus, l’Algérie et les embuscades, « il allait du même pas que le cortège des morts. »
Pas plus que le troupeau de jadis dans l’histoire que lui contait son père, il ne se résolut à fuir par le petit chemin  de la 'Fontaine aux Daims' et c’est ici dans l’épaisseur de la forêt qu’enfin il rejoignit son père. C’était sa victoire, « ce printemps de douceur plus fort que les saisons de violence et de meurtre. »

## Lettre à un képi blanc

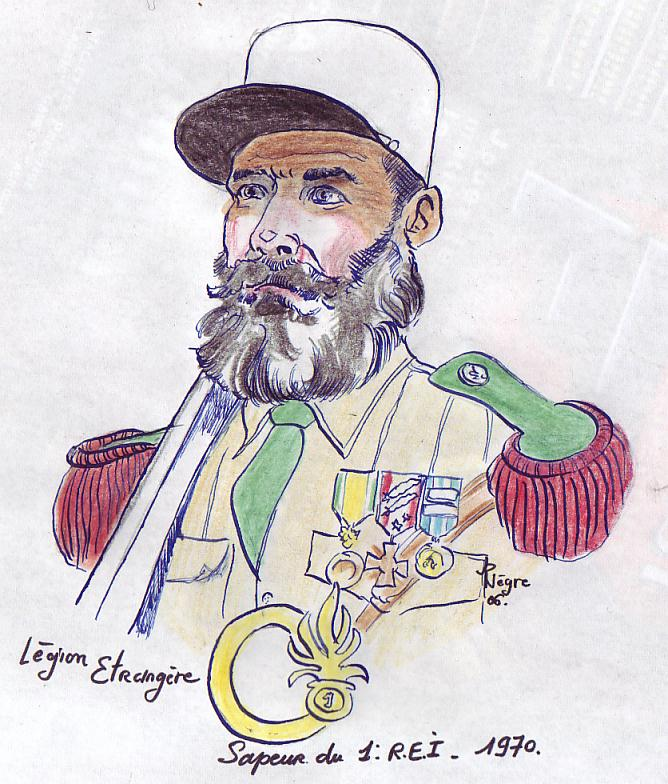
Légionnaire

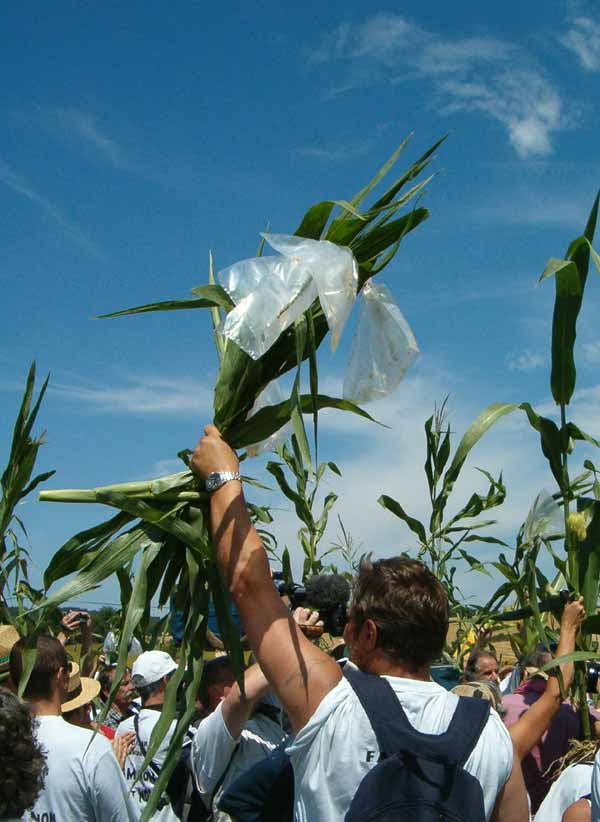
Désobéissance civile

Si pour le caporal Mac Seale, le pacifisme est synonyme de lâcheté, pour Bernard Clavel il dépasse la naïveté de l’enfance, aussi respectable que ce que Camus appelle « la sordide et gluante fraternité devant la mort militaire ». Restent surtout les souvenirs les plus heureux, la nostalgie et un certain romantisme, ce que note Jean Guéhenno : « On ne revient pas de certaines impressions de l’enfance. Elles marquent la couleur de l’âme. » L’enfance de Bernard Clavel a été marquée par les récits héroïques de son oncle militaire, auquel il fera ensuite allusion dans son roman Quand j'étais capitaine et figure centrale d’un autre roman Le Soleil des morts. « Sidi-bel-Abbès, caporal, quel nom ! Et comme il éclatait de soleil et de joie dans les récits de nos oncles… »
Pour se 'désintoxiquer', il lui faut longtemps, « une longue marche forcée » pour résister aussi à cette violence qui l’habite. Elle n’est, dit Pierre Mac Orlan « qu’un grand monument élevé à la misère des hommes » et il ajoute que la guerre lui « apparaît comme une maladie contagieuse, comme la peste, le typhus et la lèpre ».
Toute guerre charrie sa cohorte d’estropiés et de morts, les rivières de larmes des veuves et des orphelins, avec la mise en scène des 'héros' aux noms gravés sur des monuments ou alignés dans des cimetières militaires comme celui de Montluel près de Lyon dont nous parle Bernard Clavel. Raison et déraison. « La mort militaire est toujours une défaite de la raison. Une défaite de l’humain. »
L’aventure que certains voient dans la guerre est encore bien vivace, « moi j’ai le goût de l’aventure et la guerre en est une » affirme l’un d’eux. En 1940, Bernard Clavel lui-même défend encore cette idée lors de la débâcle.  Il était alors jeune, malléable et comprend ceux qui ont suivi un autre chemin. Au maquis dans le Jura, il fait 'ses universités', assistant aux tortures d’un nommé Jacquot qu’il connaissait un peu. La torture, question essentielle mais « si l’on accepte la guerre, il faut que ce soit dans sa totalité » et il ajoute en faisant allusion à son action avec  Terre des Hommes, « j’ai tenu dans mes bras trop d’enfants mutilés ou brûlés pour entendre encore parler de guerre propre sans m’insurger. » Et de conclure : « Moi, je n’entre pas les détails, c’est le droit à la guerre que je vous refuse. »

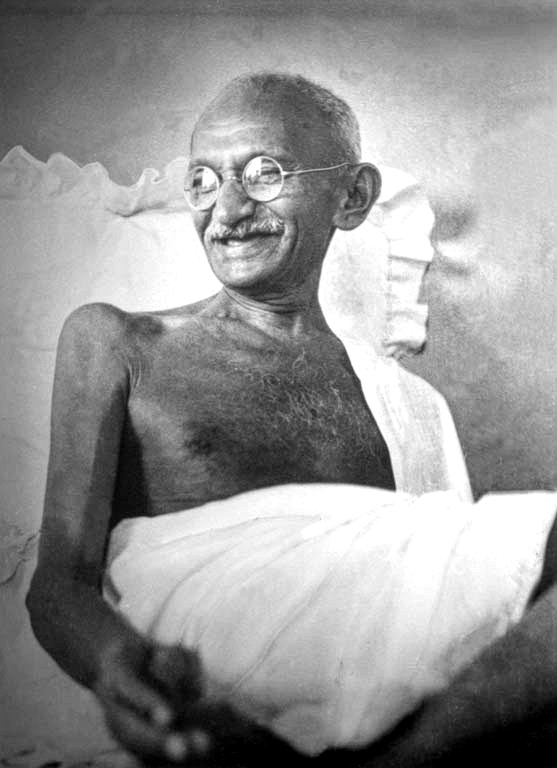
Gandhi en 1942

Il cherche les raisons de cet engagement pour l’armée et la guerre, cite Bonnecarrère qui pense que les hommes espèrent ainsi s’évader de la médiocrité, se transcender à travers le mythe du culte du héros. Pour Bernard Clavel, « le crime de guerre est un pléonasme » et tout soldat, pas seulement un général comme La Bollardière, devrait avoir le droit de se retirer et de se déclarer objecteur de conscience comme dans son roman Le silence des armes. Même le procès de Nuremberg et la notion de crime contre l’humanité ont failli à imposer une structure internationale pour mettre la guerre hors la loi. Selon lui, seules la non-violence et la résistance passive –comme la grève générale à Amsterdam en 1941 pour empêcher les déportations- seraient vraiment efficaces. Mais le mal est si grave, les gens si conditionnés que l’espèce humaine est « menacée par ses propres découvertes » et qu’elle souffre « d’une maladie de cœur. »
Nous vivons toujours le combat millénaire entre ceux qui construisent  et ceux qui détruisent, le maçon et le guerrier. L’objecteur de conscience est considéré comme un  mauvais français et un couard mais, bien que cette réalité reste cachée, taboue, nul soldat  dans le combat ne peut nier la peur qui l’a étreint. Cette terrible réalité, Gabriel Chevallier l’a évoquée dans son livre La Peur, écrivant « j’ai honte de la bête malade […] j’ai une peur abjecte. C’est à me cracher dessus. » Après la parution du livre, il fut particulièrement décrié, « la peur et la honte du sang répandu étaient pourtant ce qu’il fallait retenir d’abord de ce carnage. »
La peur prend avec l’arme atomique une dimension nouvelle, « tout risque de craquer, caporal » annonce-t-il à Mac Seale et presque personne n’a le courage de dénoncer cette situation. Quand monsieur Edmond Kaiser, responsable de l’organisation Terre des Hommes, a demandé à l’OMS –qui s’occupe pourtant de la santé du monde- de condamner les essais nucléaires français, il n’a reçu qu’une réponse dilatoire. On doit vivre avec la menace atomique, une bombe tombée d’un avion comme c’est arrivé sur les côtes espagnoles. Puisque le caporal Mac Seale s’est permis de citer le nom de Louis Lecoin, Bernard Clavel en profite pour lui rendre hommage, reconnaître ce qu’il lui doit et qu’il a toujours œuvré pour la justice et la paix et risqué sa vie pour défendre les objecteurs de conscience.
Peu de soldats sont de vrais volontaires, la plupart marchent au combat, contraints, redoutant le peloton d’exécution.  Le vrai courage, c’est celui de Louis Lecoin et disait Jaurès : « L’humanité est maudite si, pour faire preuve de courage, elle est condamnée à tuer éternellement. » Bernard Clavel, est très critique à l’égard de l’histoire de France, « notre sinistre premier empire », les revanchards Barrès et Déroulède dont sa mère chantait les chansons patriotiques, mais la patrie n’est qu’illusion puisque chacun en a sa propre définition. Cette illusion a parfois abouti à de terribles manipulations allant jusqu’à désigner les juifs comme boucs-émissaires. 
Hans Balzer, l’ennemi rencontré pendant la guerre dans une caserne de Carcassonne devient un ami quelque vingt ans plus tard, un complice à travers l’œuvre de Romain Rolland. Tous deux, ils s’élèvent contre ceux qui admettent « la fatalité de la guerre, plus forte que toute volonté. » Mais se demande-t-il avec scepticisme, « qui s’attarde encore aujourd’hui à lire Au-dessus de la mêlée ? Je n’ai trouvé que très peu de bibliothèques qui aient inscrit ce chef-d’œuvre à leur catalogue. »

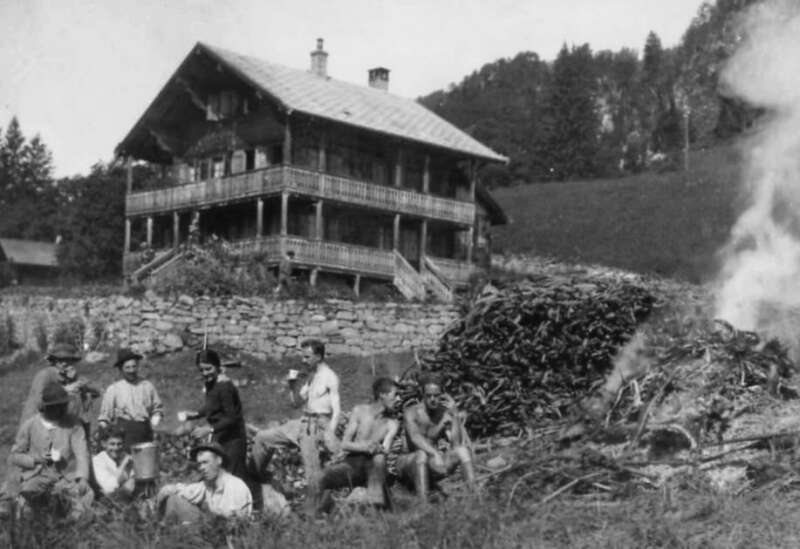
Service civil

« J’aimerais, dit Bernard Clavel à son interlocuteur à propos de la patrie, que mon amour n’entame pas ma lucidité. » Il confesse être un homme de paradoxe. Sa 'boîte aux souvenirs' renferme « bon nombre de képis blancs. » Portrait contrasté d’une famille où les mythes bellicistes tendaient à se transmettre entre générations. Il nous conte l’histoire de cet industriel enrichi par la guerre, ses remords après la mort de son fils tué en 1940 et qui ne condamnera jamais la guerre. Un homme incorrigible qui deviendra le héros de son roman Les Roses de Verdun.
Le nœud du problème, c’est que chacun soit capable d’assumer la non-violence « s’il veut exiger d’un gouvernement qu’il s’engage sur le chemin de la paix. » Il rappelle le message du Christ, son refus de la violence et de la vengeance, le sacrifice des premiers chrétiens dont il contera l’épopée le long du Rhône dans son roman Brutus.
Tant que des ferments de haine peupleront les cœurs comme dans celui de la fille du général Dayan, la paix ne pourra progresser. Pour pouvoir dominer les tendances du mal, il faut beaucoup de constance et de pugnacité et, comme le rappelle Bernard Clavel dans cette citation empruntée à son ami Jean Giono : « Quand on n’a pas assez de courage pour être pacifiste, on est guerrier. »

## Le massacre des innocents

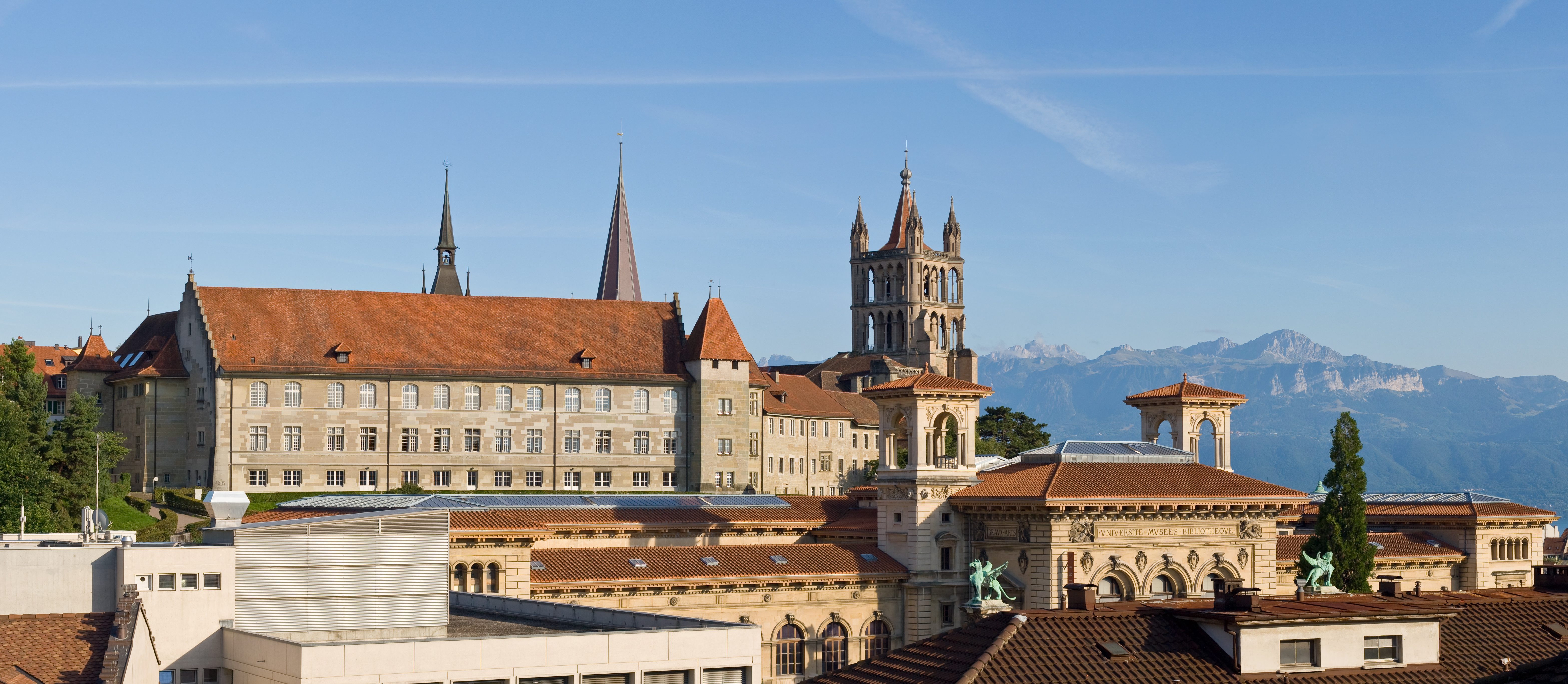
Vue de Lausanne

Ce texte, énorme cri d’hommes qui se battent et de débattent pour sauver à travers le monde autant d’enfants qu’ils peuvent au sein de l’organisation Terre des Hommes, est bâti en deux grandes parties :
- Un exposé de Bernard Clavel sur sa rencontre avec le responsable de Terre des Hommes à Lausanne (Edmond Kaiser), celui qui préfère qu’on l’appelle l’OMBRE, Massongex la maison de l’espoir, la lutte quotidienne contre la guerre et la mort, les moments de joie, de peine, de désespoir et de révolte.
- Des extraits du dialogue épistolaire entre Bernard Clavel et l’OMBRE.

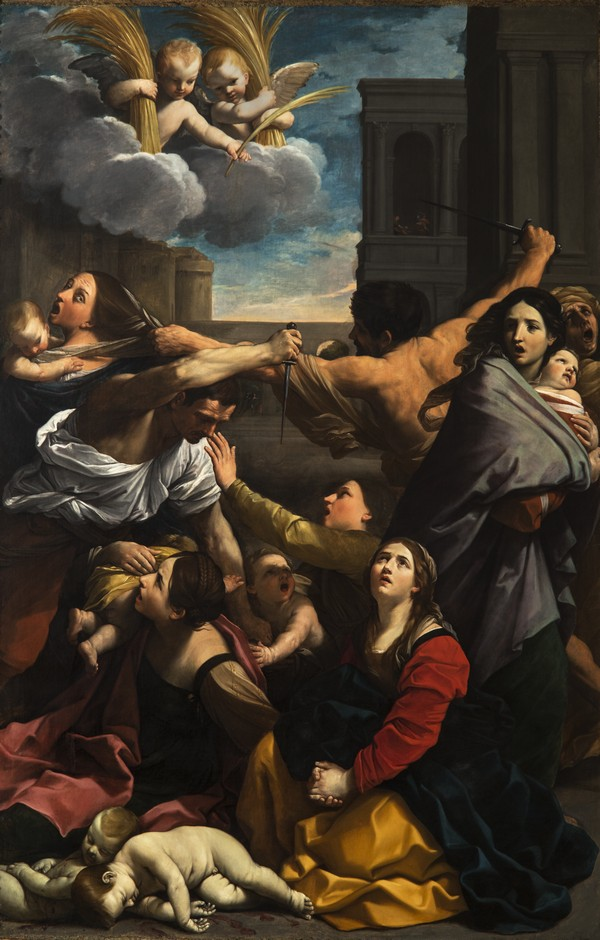
Le massacre des innocents

« Bien avant de te connaître, écrit Bernard Clavel, je savais que notre existence est faite de découvertes, qu’elle est conditionnée par des rencontres. » Rencontre avec des hommes qui ne sont pas des maîtres à penser mais des maîtres à vivre, des êtres sans ambitions qui œuvrent dans l’ombre, patiemment, en sachant le chemin qu’il faut parcourir. Un long chemin. Ces hommes qu’il chérit, ce sont d’abord Louis Lecoin, le pasteur Martin Luther King et le mahatma Gandhi, les compagnons de route comme les appelait Romain Rolland.
La découverte pour Bernard Clavel, c’est « un certain dimanche de janvier (qui) a creusé sa place dans ma mémoire ». Pour lui, la civilisation signifie aussi « tout avoir à portée de sa main, ne rien avoir à portée de son cœur «  Il faut sans cesse lutter contre l’indifférence, contre l’insensibilité car c’est de cela que meurent les enfants. Parler de la goutte d’eau dans l’océan est révoltant car « lorsque chaque goutte d’eau est un enfant,  en sauver une seule est important ». La clé de tout est de « se répéter sans cesse que cette goutte d’eau est TON enfant ».
Votre enfant,  « imaginez-le deux jours sans manger … ou qu’il se brûle la main ». Pensez aussi à Amadou le fils adoptif de l’OMBRE, privé de ses mains et qui, plein d’espoir et de vie, attend ses prothèses. Un bel exemple pour tous les anonymes qui ont subi le même genre de violence, de tortures, dans un monde qui « fabrique et consomme la nourriture, les bombes et les enfants à la même cadence ».
Bernard Clavel pense à un peintre qu’il aime et connaît bien, Brueghel et au tableau Le Massacre des Innocents, miroir lui aussi de son époque, qui en montre l’absurdité et le fait qu’elle se nourrit des progrès de la science. Il pense également à son ami Louis Lecoin qui, enfant, a suivi la mort lente de sa mère, lui soulevant avec terreur une paupière pour s’assurer qu’elle vivait toujours. Souffrance et solitude. Il s’interroge sur l’impact de ce texte qui lui a tant coûté : « Est-il possible qu’une communication réelle s’établisse  entre le filet d’encre que je laisse courir sur le papier et ce que les hommes ont en eux de plus secret, de mieux protégé ».

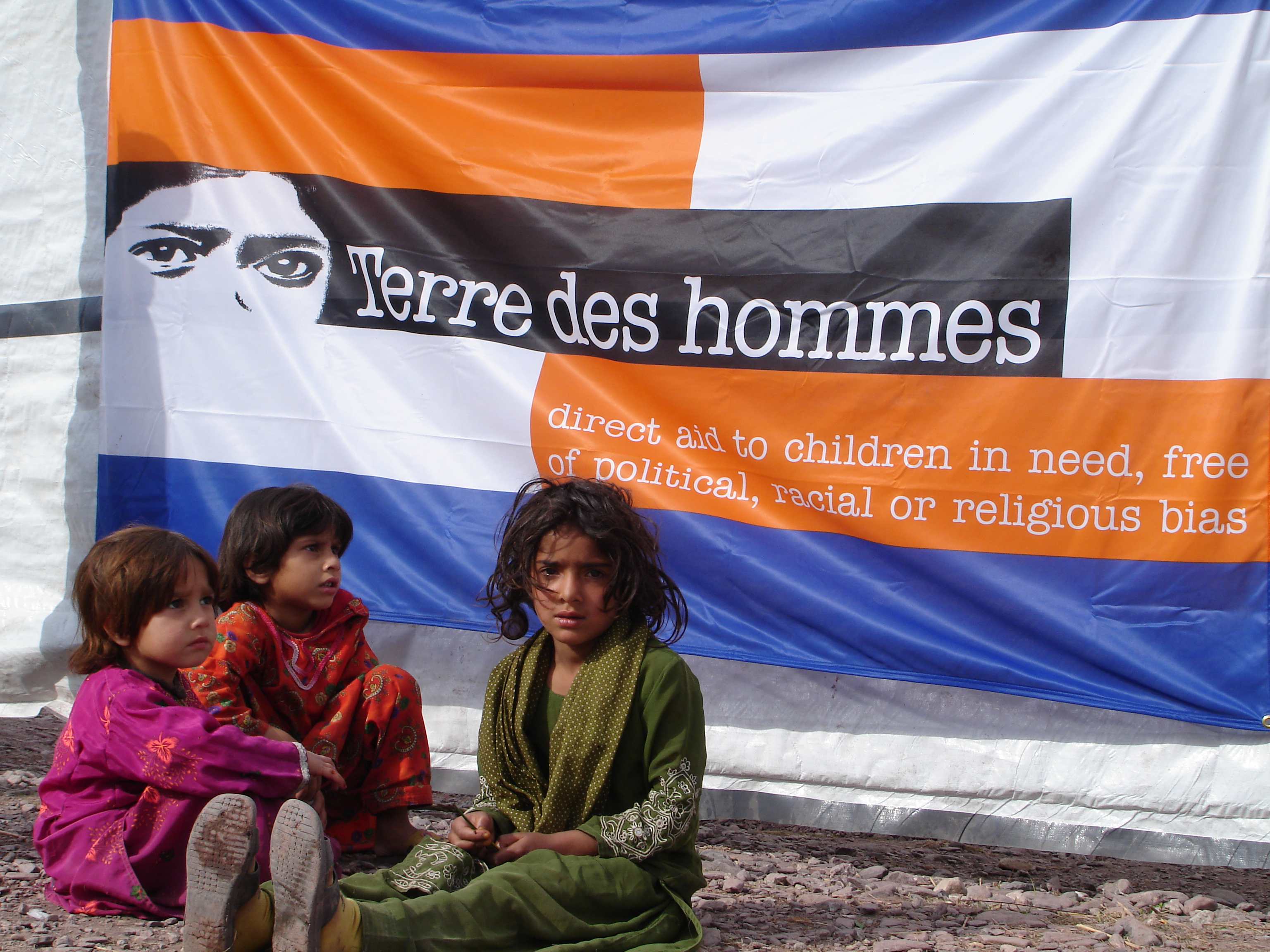
Terre des Hommes

Le responsable de Terre des Hommes dresse un terrible réquisitoire contre cette misère humaine qu’il côtoie toujours avec compassion et colère et contre tous les responsables des drames qui se déroulent sur tous les continents. Litanie des dates, surtout le Vietnam et le Biafra à l’époque, des témoignages poignants de l’OMBRE sur sa terrible expérience, « la vérité absolue, c’est dans les paillotes de famine, de souffrance et de mort qu’on les trouve ». Le premier responsable, c’est la guerre et son cortège de haines car selon le père Lelong, « Oradour est un fruit poussé sur la guerre aussi naturellement que la pomme sur le pommier ».
Le droit fondé sur la morale est inopérant, une imposture et leur colère, celle de l’OMBRE, celle de Bernard Clavel, c’est un énorme cri d’indignation  contre ceux qui ont voulu et programmé ces massacres d’enfants en Afrique, « c’est un 'affamement' que l’on a voulu, […] je souhaite aux responsables de crever de la pourriture qu’ils sont ». Temps des assassins, temps des sacrifiés.
Viennent aussi les moments d’abattement, de désespoir : « À force, Bernard, à force on finit par ne plus voir que l’envers du monde… la tristesse, le dénuement, un monde prostré. »  La misère, même sans la guerre, semble devenir le lot commun, la famine étendant partout ses tentacules avec aux tripes la peur du lendemain. Les bons sentiments se cachent dans les replis de la charité, les anciens pauvres devenus nantis et amnésiques, les actions de charité traitées comme une publicité facile, « la grimace charitable autour de la misère, une charité qui crèverait au soleil d’un univers où régnerait une véritable justice ».

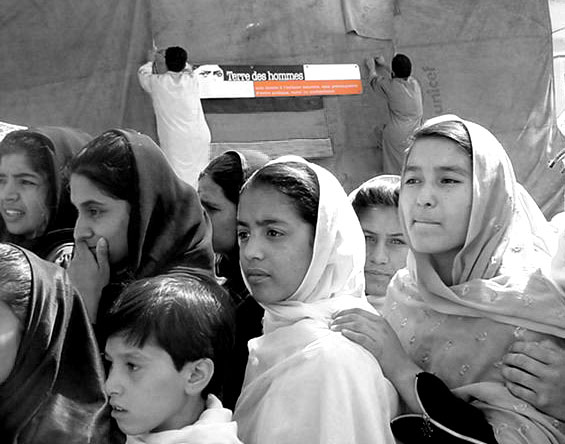
Action de Terre des Hommes

Le monde est ainsi, fabriquant des canons, des vaisseaux de guerre, « un vol au détriment de ceux qui ont faim », indifférent, oublieux, trop vite repris par ses soucis quotidiens. Sans parler par exemple, de la France de la colonisation… La litanie continue avec l’Inde et le Brésil, ce pays « de grands féodaux fastueux qui ont pour eux la loi et contre eux les réalités. » Là-bas, la vie des plus pauvres, les indiens, est pire que celle de l’esclave qui au moins était nourri. Zones de non-droit où la force brutale et le fusil sont la loi. Ceux-là, « ils font partie du domaine, rien ni personne ne les protègent ».
Le constat est amer et dit l’OMBRE, « l’aide humanitaire propre, non confessionnelle, non politique, et simplement justice, n’existe au fond presque nulle part au monde. » Bernard Clavel qui dit travailler à « distraire le monde » ne vit pas toujours bien le rappel constant de l’OMBRE, cet « empoisonneur de mon existence », sur les malheurs  du monde et la condition dramatique d’un grand nombre d’enfants. Cette photo d’Hiroshima qu’il regarde est pour lui le symbole de la guerre absolue, de la mort planifiée à grande échelle. (p139) Le génie de l’homme et sa technologie peuvent être utilisés pour le bien ou pour le mal, pour le bonheur ou le malheur de l’humanité. Selon le règne de la raison ou de la déraison.
La litanie des souffrances continue, du Pérou à la Corée, jusqu’au retour de l’OMBRE à Amsterdam. Fin du voyage. Une fin qui oscille entre amertume et colère, quand le respect de la vie ne veut plus rien dire.
Suivent des témoignages, poussières prélevées au hasard dans les archives, quelques souffles d’espoir pour beaucoup de souffrances et d’appels au secours.
Suit ce message de Bernard Clavel insistant sur le fait « qu’il nous reste à trouver le chemin qui nous conduira directement à cette immense douleur des innocents », et nous assurant qu’avec quelques moyens, un peu de compassion et de bonne volonté, l’avenir a encore un sens.